# 새뮤얼 마틴
새뮤얼 엘모 마틴(Samuel Elmo Martin, 1924년 ~ 2009년)은 미국의 언어학자이다. 예일 대학교에서 한국어와 일본어를 연구했다. 한국어 예일 표기법의 개발자이다.

## 저작 활동
1968년 다른 학자들과 더불어 100,000단어를 수록한 『韓美大辭典』을 편찬하였다. 1992년 역사적인 설명을 포함한 『한국어문법총람』(제 2부 문법사전)을 편찬하였다.